# 乐玉成

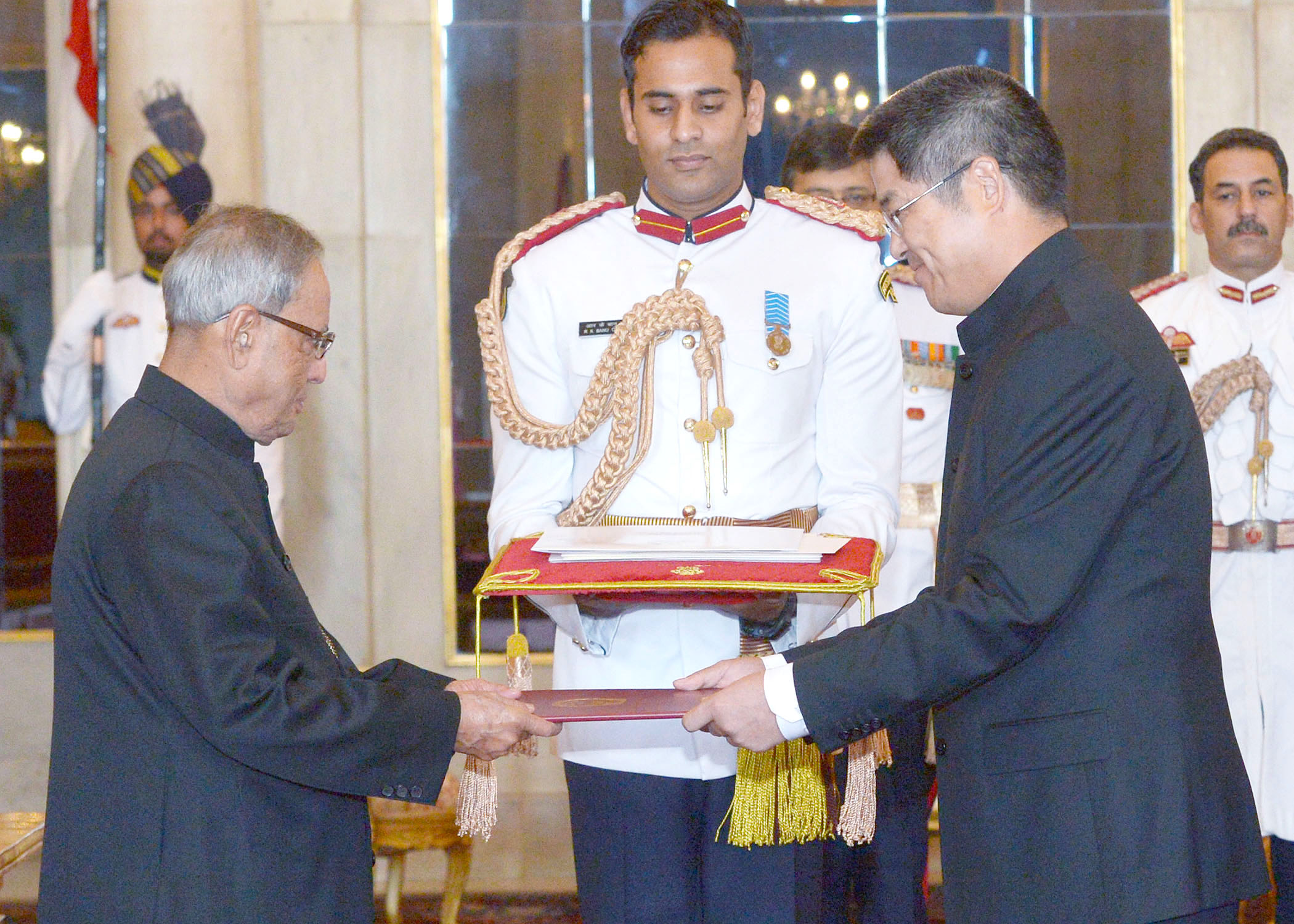
2014年9月12日，获任驻印度大使的乐玉成（右）向印度总统普拉纳布·慕克吉递交国书

乐玉成（1963年6月—），江苏宝应人，中华人民共和国外交官。江苏省旅游学校、南京师范大学俄罗斯语言文学专业毕业。曾任中华人民共和国驻印度大使、中央外事工作领导小组办公室副主任、中华人民共和国外交部常务副部长、国家广播电视总局副局长。是中共第十九届中央候补委员。

## 履历

### 教育
1968年进入五年制小学，1973年进入两年制初中，1975年毕业后拿到完全初中文凭。1977年进入江苏省旅游学校（两年制中专）学习，毕业后在南京旅游饭店工作。1982年，通过高考进入南京师范学院（南京师范大学）俄罗斯语言文学系学习。

### 外交生涯
1986年，进入外交部工作，任外交部苏欧司科员、随员。1990年，任驻苏联大使馆随员。1991年，任驻俄罗斯大使馆三秘、二秘。1993年，任外交部欧亚司副处长、处长。1998年，任常驻联合国代表团参赞。2001年，任外交部欧亚司参赞，后升任副司长。2004年，任驻俄罗斯大使馆公使銜參贊、公使。
2008年，任外交部政策研究司副司长，不久升任司长。2009年，政策研究司更名为政策规划司，仍任司长。2011年，任外交部部长助理，主管政策规划和涉港澳台外交事务。2013年8月，出任中华人民共和国驻哈萨克斯坦大使。2014年9月，出任中华人民共和国驻印度大使。2016年4月，自驻印度大使离任。
2016年11月，任中央外办副主任。2017年10月，中国共产党第十九次全国代表大会上当选中国共产党第十九届中央委员会候补委员。
2018年3月，乐玉成接替張業遂出任中华人民共和国外交部常务副部长，分管日常外交業務工作及辦公廳、政務公開、涉港澳台外交事務，仍为副部级官员。2019年，因副部長張漢暉調職俄羅斯任大使，兼管歐亞地區事務。2020年，不再負責涉港澳台外交事務。

### 广电系统
2022年6月，调离外交系统，改任国家广播电视总局副局长。据英国金融时报引述知情人士，乐玉成遭调职是因其被认为对北京未能准确获悉俄罗斯入侵乌克兰情报负责。2022年10月，乐玉成没有在中共二十大上当选新一届中央委员或中央候补委员。2023年7月，已满60岁的乐玉成卸任国家广播电视总局副局长职务退休。

### 家庭
已婚，有一子。

## 语录
2022年2月，乐玉成在中俄两国元首在北京举行峰会期间，向中国官媒介绍峰会时表示「中俄关系上不封顶，没有终点站，只有加油站」。